# ENFAST
ENFAST, voluit European Network of Fugitive Active Search Teams, is een samenwerkingsverband van opsporingsteams van landelijke politiediensten binnen de Europese Unie. Het maakt deel uit van Europol.
ENFAST ontstond in 2012 met 24 deelnemende EU-lidstaten. In 2013 ging het samenwerkingsproject van start. Elke twee jaar is er een lidstaat die het voorzitterschap op zich neemt, voor de eerste periode 2013-2014 was dat de Belgische federale politie.
Het netwerk van actieve opsporingsteam probeert criminelen op te sporen en te vatten. Daarvoor kan het rekenen op permanente beschikbaarheid van de politiediensten. 

## België
In België maakt het Fugitive Active Search Team van de federale politie deel uit van het samenwerkingsverband ENFAST.

## Nederland
In Nederland maakt FASTNL deel uit van het samenwerkingsverband ENFAST.